# Топханенски акт
Топханенският акт (по името на султанския кьошк Топхане в Цариград, където е подписан на 24 март 1886) е споразумение между Османската империя и посланиците на Великите сили – гаранти на Берлинския договор (Русия, Австро-Унгария, Германия, Великобритания, Франция и Италия), с което се урежда лична уния между Княжество България и Източна Румелия начело с българския княз.

## Последици
Българското правителство приема официално Топханенския акт в края на март. В средата на април княз Александър е назначен за османски управител на Източна Румелия. Условията, при които е потвърдено Съединението, допринасят за вътрешнополитическата дестабилизация на Княжеството през пролетта и лятото на 1886. Русофилската опозиция и част от националистите (начело с Васил Радославов) критикуват правителството за териториалните отстъпки и непроменения статут на Източна Румелия. Учредяването на комисията за ревизия на източнорумелийския устав в София води до допълнително отслабване на авторитета на княз Александър в навечерието на Деветоавгустовския преврат.
Макар де юре да остава част от Османската империя, Източна Румелия е административно слята с Княжеството (което увеличава площта си от 63 752 на 96 345 km2) и, въпреки изискванията на Берлинския договор и Топханенския акт, остава под управлението на българския княз без потвърждение на султана на всеки пет години. Статутът на областта е уреден окончателно 22 години по-късно с обявяването и признаването на независимостта на България. Кърджали и Тъмръш са присъединени към България през Балканската война.